# کنجاله

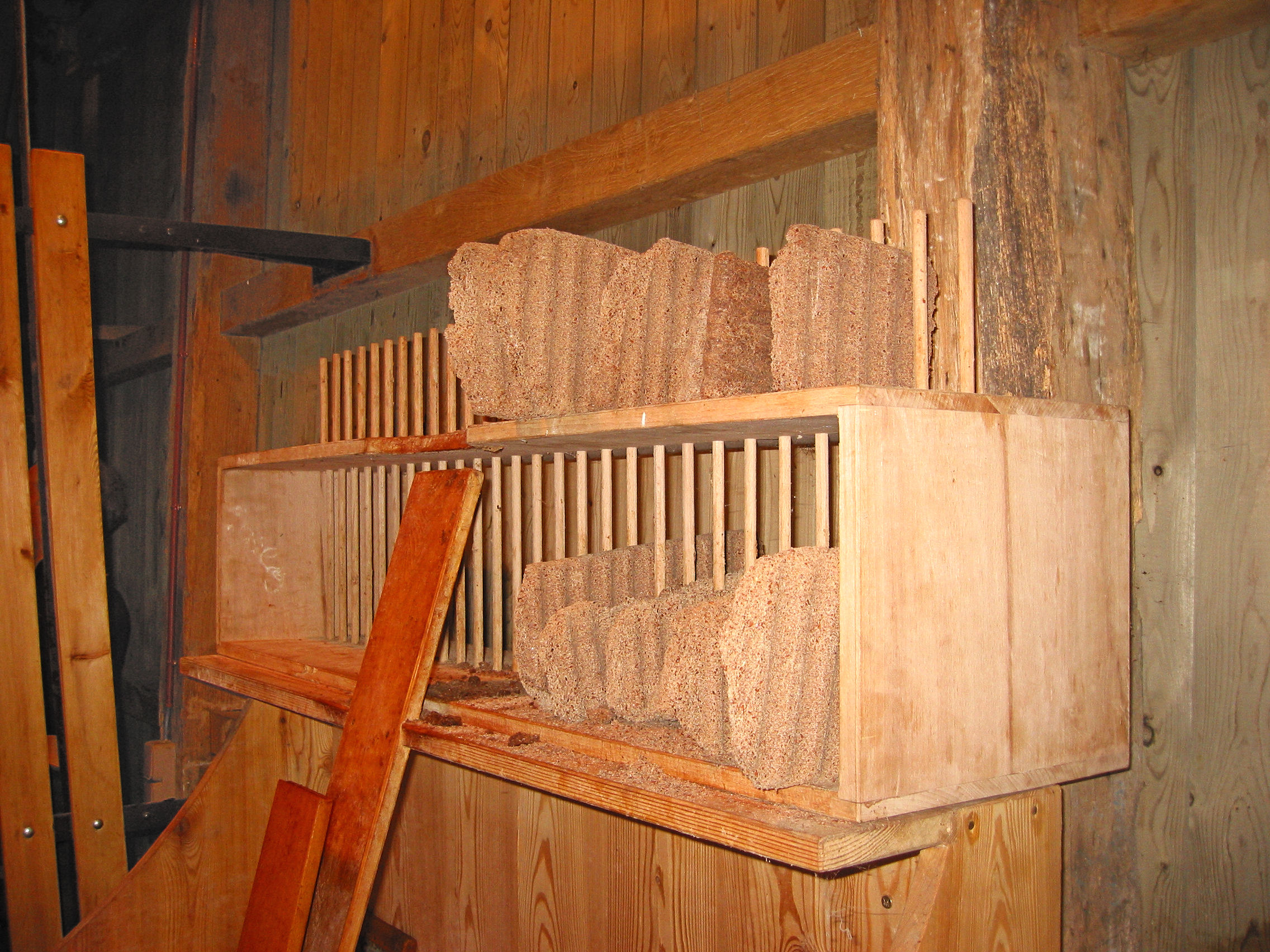
کنجاله‌هایی در یک آسیاب بادی در هلند.

کُنجاله یا تفاله بازماندهٔ جامدی است که پس از روغن‌کشی از دانه‌های روغنی به‌جا می‌ماند.
بازماندهٔ هر چیزی چون انگور، کنجد، سویا، کرچک و امثال آن‌ها که کوفته یا فشرده و آب یا روغن آن گرفته شده‌ باشد نیز کنجاله نامیده می‌شود. کلزا، تخم پنبه، گوآر، آفتاب‌گردان، هسته زیتون، و... از دیگر دانه‌هایی هستند که از آن‌ها کنجاله به‌دست می‌آید.
کنجاله‌ها از نظر پروتئین و مواد غذایی غنی هستند و برای خوراک‌دهی به ماکیان، ماهی‌ها و دیگر حیوانات ارزشمند هستند.
کنجاله‌ها را معمولاً پیش از فروش به قطعات کوچک‌تر می‌شکنند یا آرد می‌کنند.
کنجاله برخی دانه‌ها از جمله کرچک و درخت جلا برای خوردن سمی است و از آن‌ها تنها به عنوان کود بهره می‌گیرند.
کنجاله‌های روغنی به خاطر داشتن میزان پروتئین بالا، می‌تواند به عنوان مکمل غذایی در نظر گرفته‌شود. شماری از کنجاله‌های روغنی به ویژه انواع خوراکی آن، برای فرایندهای زیست‌شناختی به عنوان سوبسترا، پیشنهاد شده‌اند. از آنها در فرایند تخمیر برای تولید آنزیم‌ها، آنتی‌بیوتیک‌ها، قارچ‌ها، ویتامین‌ها و آنتی‌اکسیدان‌ها و سایر موارد استفاده شده‌است.
ماده جامد بازمانده از گندم و برنج، سبوس، از نیشکر، باگاس و از چغندر، تفاله نامیده می‌شود.
در نپال از کنجاله گردوی ایرانی در آشپزی بهره می‌گیرند.